# 강화천도
강화천도(江華遷都)는 고려-몽골 전쟁 때 장기간 항전하기 위해 고려 고종이 1232년 도읍을 개경에서 강화도로 옮긴 일이다.

## 개설
몽골의 제1차 침입에 항복한 고려는 그들의 과중한 물자 요구에 불만을 품고 있던 중 몽골이 재침해 온다는 소문을 듣고 방비책을 강구하였다. 이때 천도론(遷都論)이 대두하여 최우도 마침내 강화로 천도할 것을 제창하였다. 강화도는 개경에 가까운 천험(天險)의 요새(要塞)이므로 육전(陸戰)에는 강하나 수전(水戰)에 경험이 없는 몽골군을 능히 물리칠 수 있으며, 또 개경에서 굴욕을 당하는 것보다는 강화로 천도하여 항전하자는 것이었다.
이리하여 1232년(고종 19년) 천도를 단행했다. 이때부터 원종 시기인 1270년까지 38년간 강화에서 몽골에 대한 장기 항전이 계속되었다. 강화 천도는 확실히 몽골에 대한 적의를 표시한 것으로 이후 몽골의 2차 침입을 받게 되었다.

## 같이 보기
- 고려 고종
- 최우
- 고려-몽골 전쟁